# (3641) Williams Bay
(3641) Williams Bay ist ein Asteroid des Hauptgürtels, der am 24. November 1922 vom belgischen Astronomen George Van Biesbroeck am Yerkes-Observatorium in Williams Bay, Wisconsin entdeckt wurde. 
Der Name des Asteroiden ist abgeleitet von Williams Bay in Wisconsin, USA, dem Standort des Observatoriums, wo der Asteroid entdeckt wurde.